# 小瀝源路遊樂場

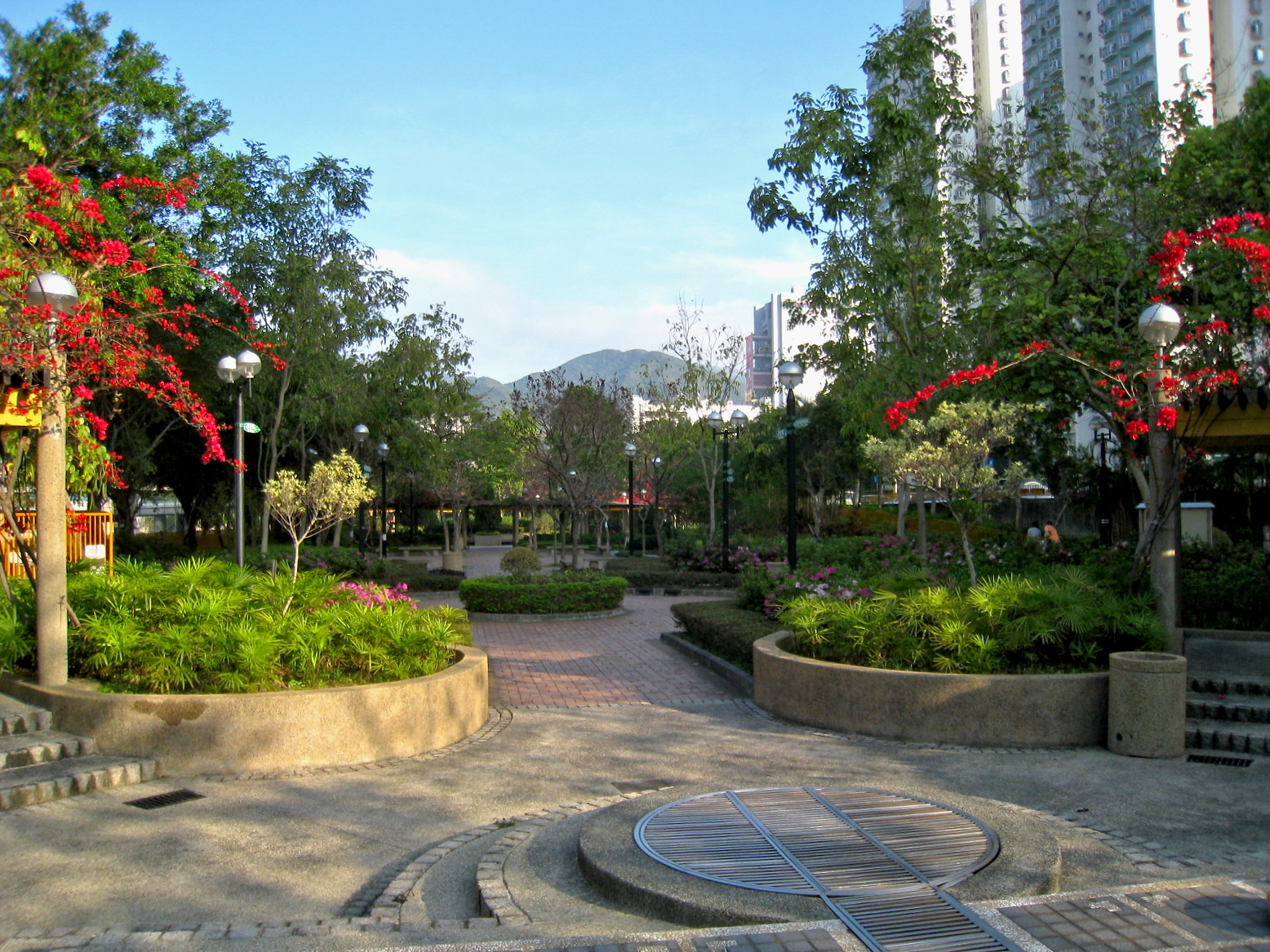
小瀝源路遊樂場

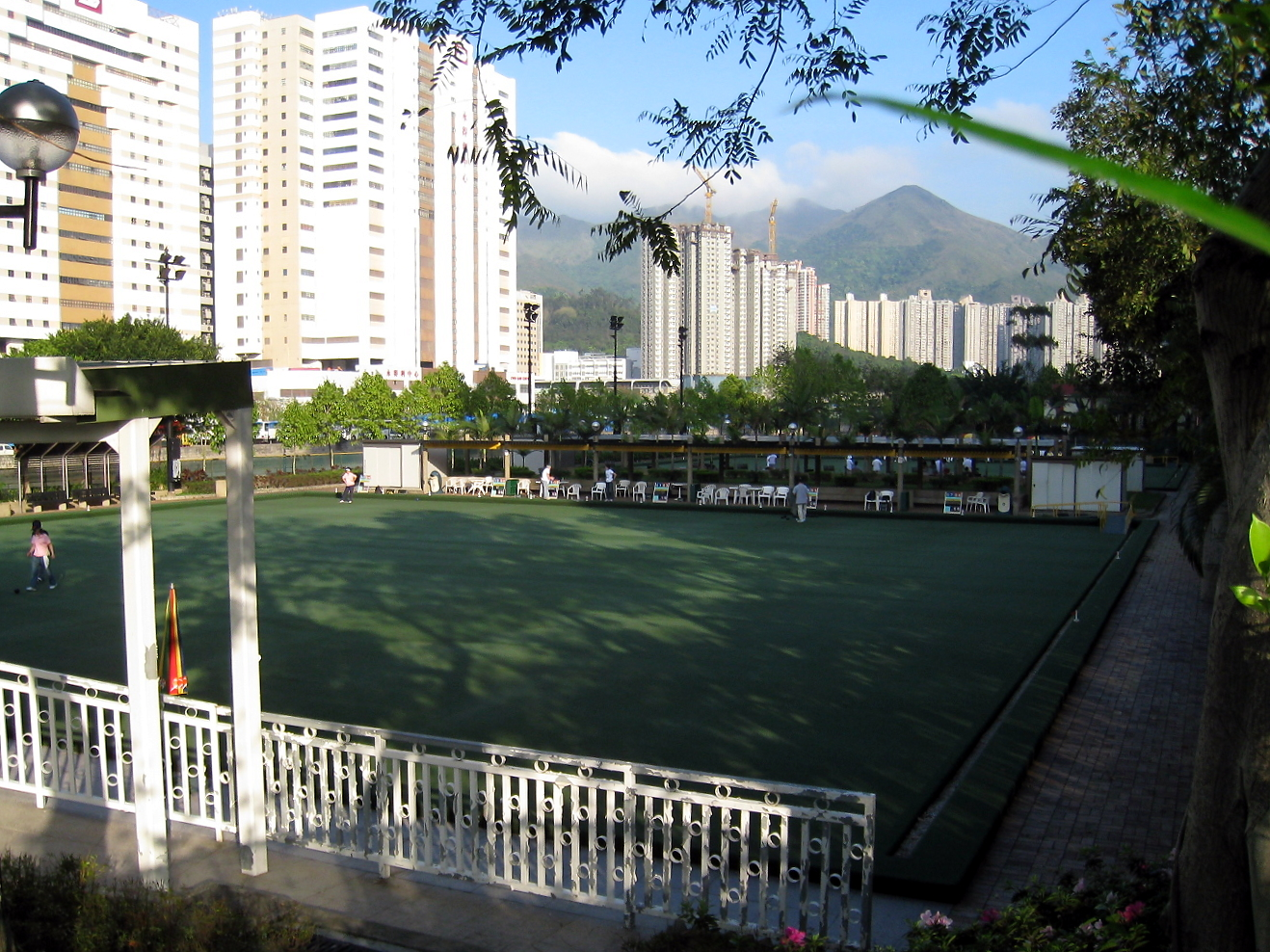
遊樂場內的草地滾球場

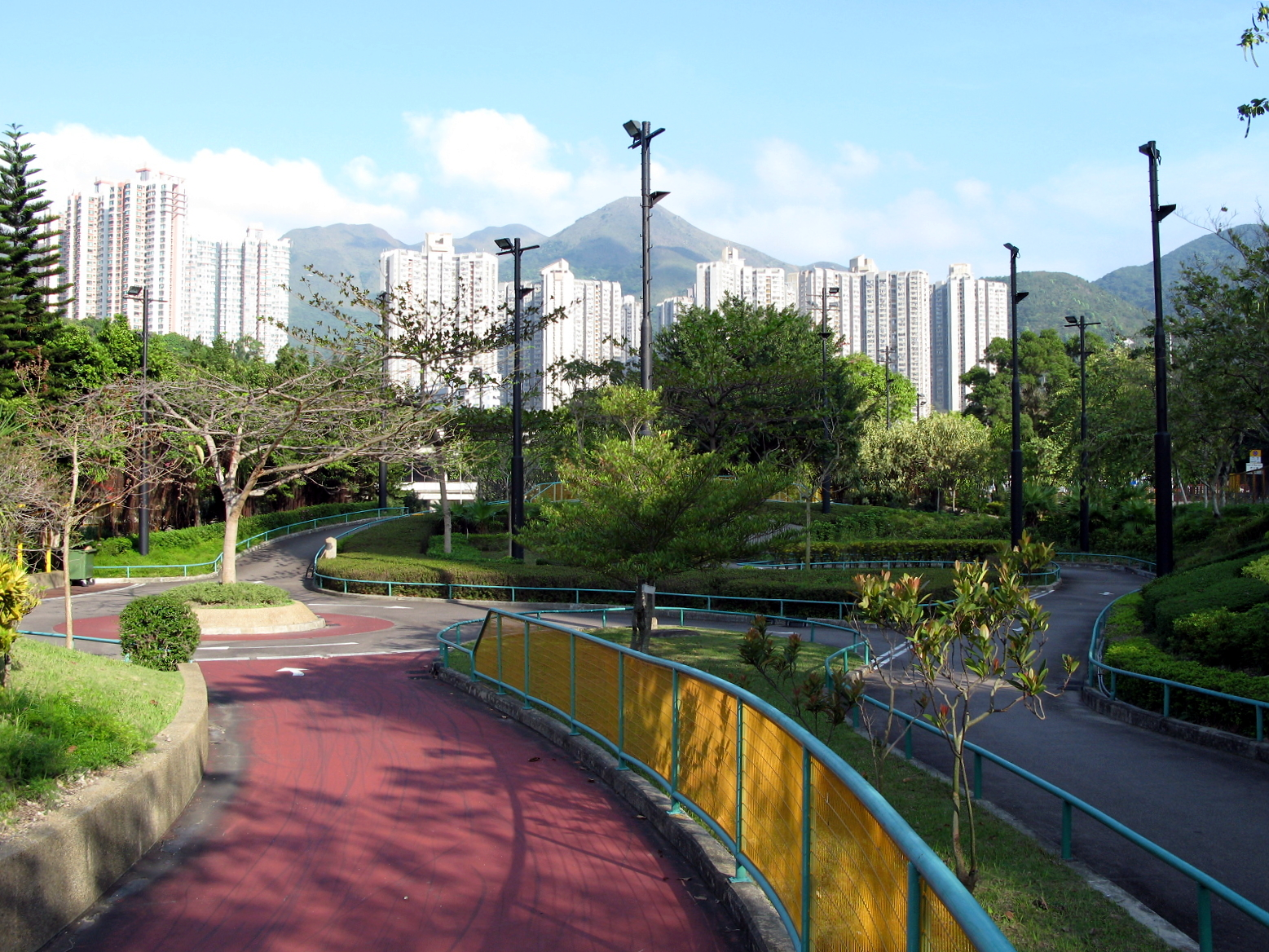
遊樂場內的歷奇單車場

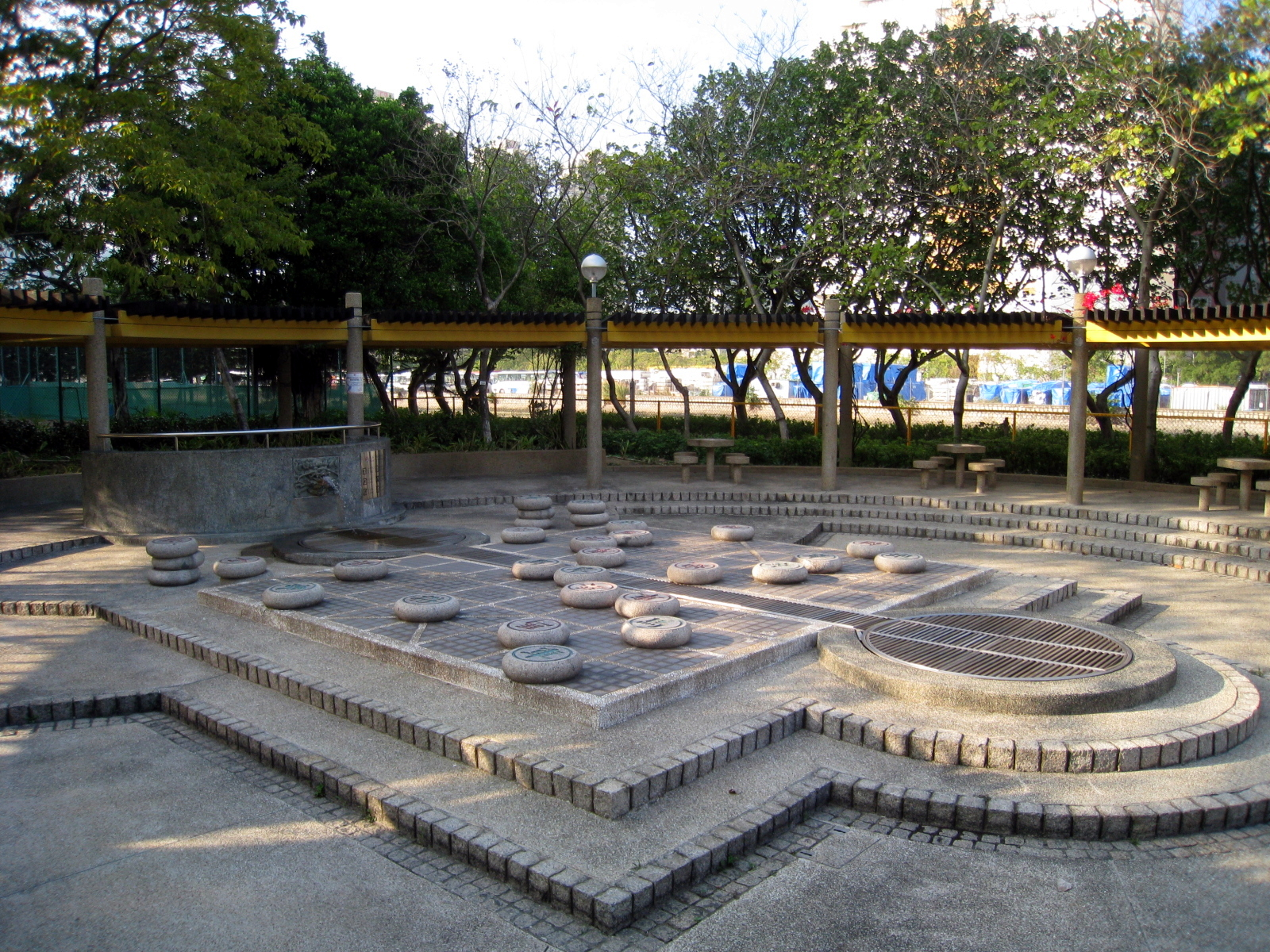
中國象棋裝飾

小瀝源路遊樂場（英語：Siu Lek Yuen Playground）是位於香港新界沙田小瀝源路1號，小瀝源渠的西岸，設有多種戶外球類設施的的遊樂場地，於1994年建成，佔地3.4公頃，由康樂及文化事務署管理。遊樂場處於小瀝源渠與小瀝源路之間，由大涌橋路，中間由插桅杆街分隔，一直伸延到沙田圍路。
小瀝源路遊樂場設有兩個人造草地滾球場（近沙田第一城），是康文署首個設有戶外草地滾球場的場地。該兩個球場每個有6條球道，每條球道最多可容8名球員。

## 設施
- 休憩公園
- 卵石徑
- 4個壁球場/乒乓球室
- 4個網球場
- 2個人造草地滾球場

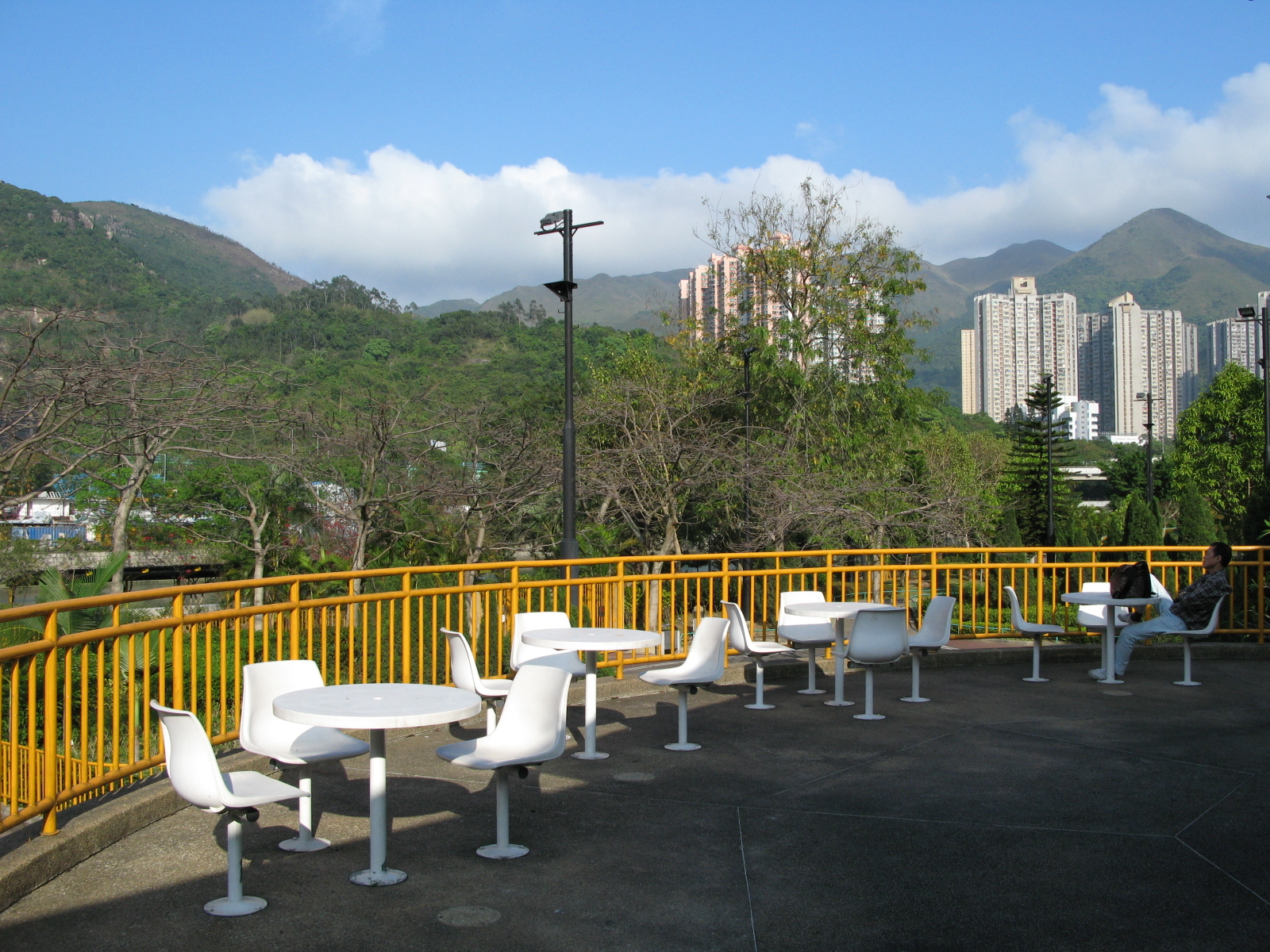
休憩處
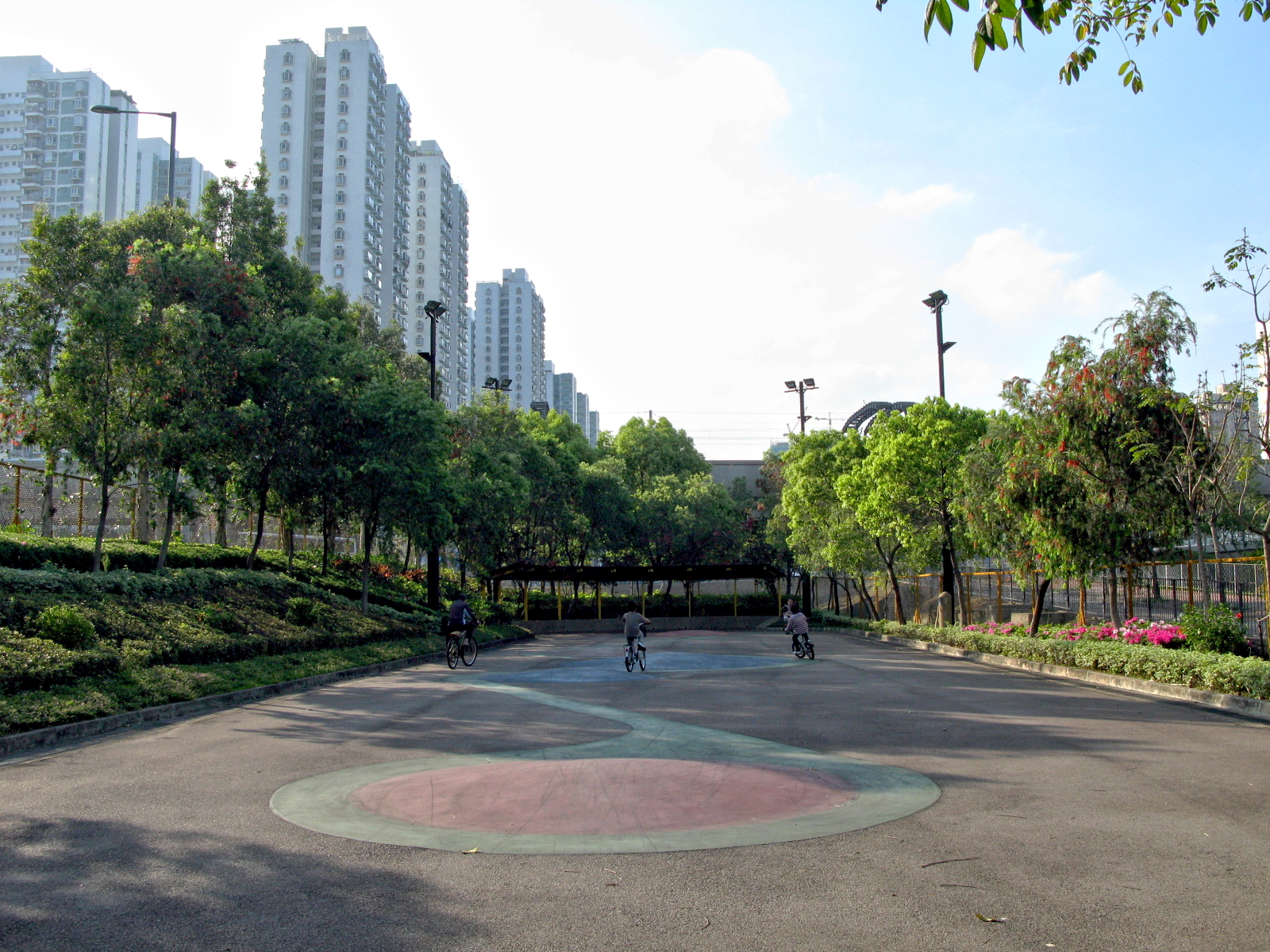
1個單車花式表演場
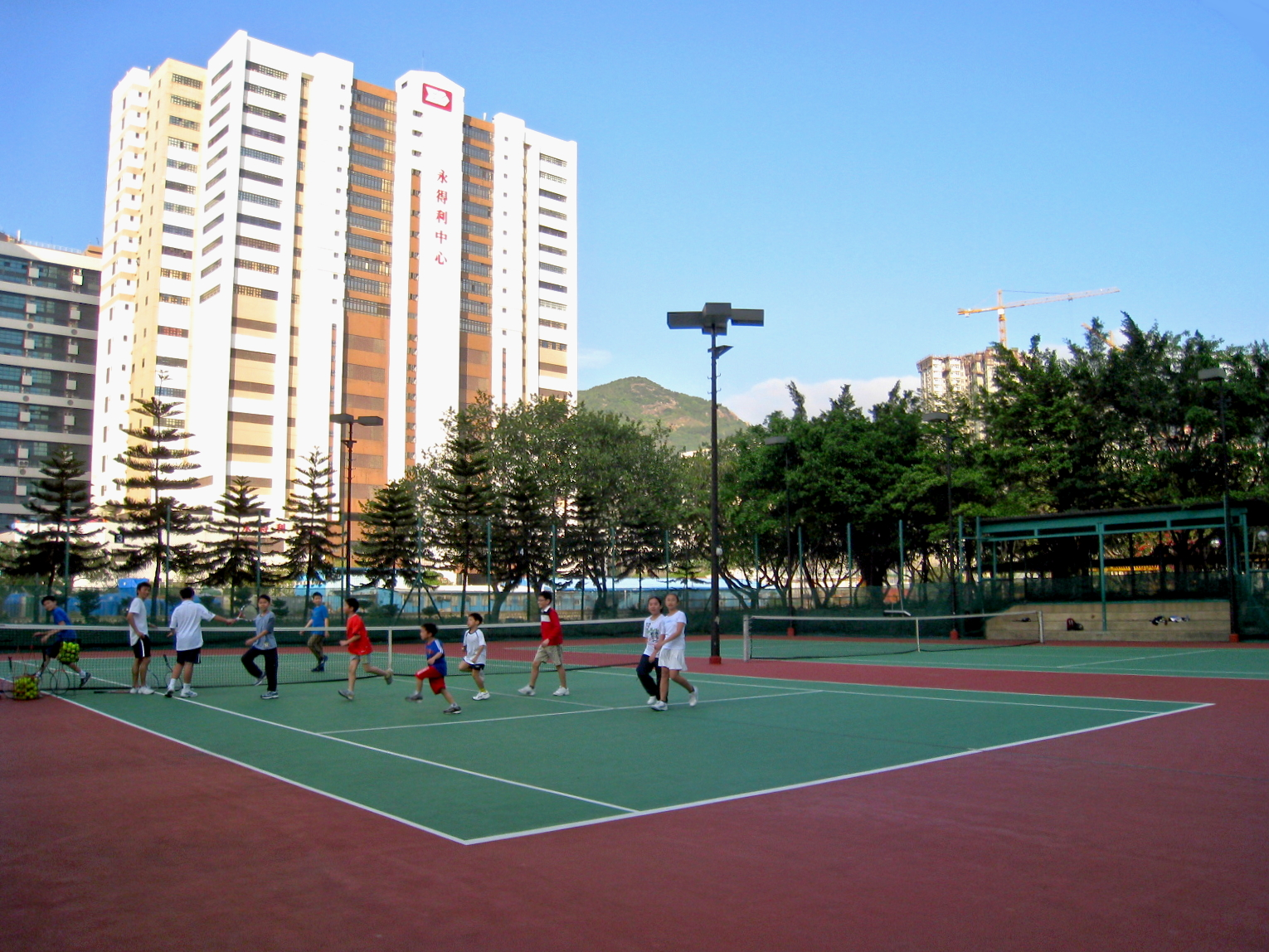
網球場
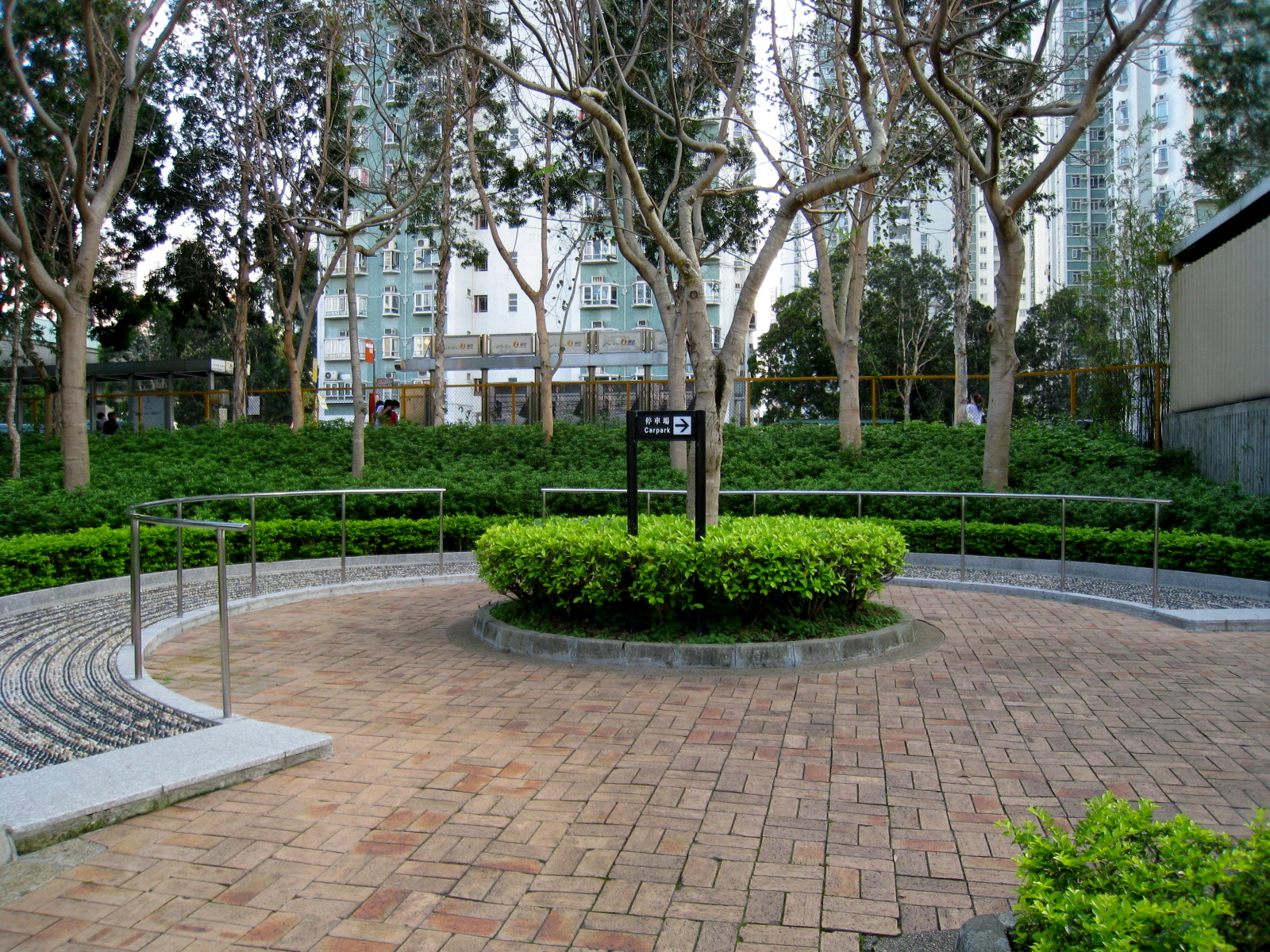
卵石徑
  - 兒童單車場
  - 歷奇單車場

- 休憩處
- 兒童單車場
- 網球場
- 卵石徑

## 禁煙安排
此場地全面禁煙。

## 附近建築物
- 小瀝源渠
- 帝逸酒店
- 沙田第一城
- 明星海鮮舫

## 外部連結
- 康樂及文化事務署：小瀝源路遊樂場